# Cima da Conegliano
Cima da Conegliano [či:'ma ~ koneļ:a:'no] (Giovanni Battista Cima; o. 1459. – o. 1517.) bio je talijanski renesansni slikar, koji je uglavnom radio u Veneciji. Poznat je po slikama koje prikazuju teme iz kršćanstva te grčko-rimske mitologije. Neka je djela izradio za crkve, dok su druga završila u privatnim domovima. 

## Obitelj
Bio je dvaput u braku – prva mu se supruga zvala Corona te su imali dvojicu sinova, od kojih je stariji postao katolički svećenik. Druga mu je žena bila Ivana, koja mu je rodila šestero djece. Njegov sin Karlo također je bio slikar te je učio od njega. Cimin je drugi učenik bio Vittore Belliniano.